# Rand Grange
Rand Grange – civil parish w Anglii, w North Yorkshire, w dystrykcie (unitary authority) North Yorkshire. W 2001 civil parish liczyła 7 mieszkańców.